# Copris tetraodon
Copris tetraodon är en skalbaggsart som beskrevs av Gillet 1910. Copris tetraodon ingår i släktet Copris och familjen bladhorningar. Inga underarter finns listade i Catalogue of Life.